# Смоленський державний університет
Смоленський державний університет (СмолДУ) – один з перших закладів вищої освіти Російської Федерації.

## Історична довідка
За часи свого існування навчальний заклад міняв назви. До революцій 1917 року був середнім навчальним закладом й називався Учительським інститутом.
1 листопада 1918 року був перетворений у педагогічний інститут – вищий навчальний заклад.
З 1 липня 1920 року до 31 липня 1921 року – Інститут народної освіти
З серпня 1921 року до 31 грудня 1921 року – Педагогічний інститут
З 1 січня 1922 року до 1930 року – педагогічний факультет Смоленського університету.
У 1930 – 1998 роках – Смоленський державний педагогічний інститут.
У 1998 – 2005 роках – Смоленський державний педагогічний університет.
З 2005 року – Смоленський державний університет (СмолДУ)

## Факультети
- Фізико-математичний;
- Художньо-гафічний;
- Історії і права;
- Соціологічний;
- Природно-географічний;
- Психолого-педагогічний;
- Економіки та управління;
- Центр неперервного навчання.

## Загальноуніверситетські кафедри
- Педагогіки;
- Філософії;
- Іноземних мов;
- Фізичної культури;
- Психології та основ медичних знань.

## Викладацький склад
- Понад 400 штатних викладачів.
- В. о. ректора -  М. Н. Артеменков.
- Існує аспірантура.

#### Відомі викладачі
- Ликова Валентина Яківна, доктор педагогічних наук